# Jabłonowo, Hạt Wałcz
Jabłonowo [jabwɔˈnɔvɔ] là một ngôi làng thuộc khu hành chính của Gmina Mirosławiec, thuộc hạt Wałcz, West Pomeranian Voivodeship, ở phía tây bắc Ba Lan. Nó nằm khoảng 14 kilômét (9 mi) phía đông Mirosławiec, 14 km (9 mi) phía tây bắc của Wałcz và 115 km (71 mi) về phía đông của thủ đô khu vực Szczecin.
Trước năm 1945, khu vực này là một phần của Đức. Đối với lịch sử của khu vực, xem Lịch sử của Pomerania.
Ngôi làng có dân số 180 người.